# 弗勒代尼鄉 (登博維察縣)
44°52′32″N 25°46′31″E / 44.87556°N 25.77528°E
弗勒代尼鄉（羅馬尼亞語：Comuna Vlădeni, Dâmbovița），是羅馬尼亞的鄉份，位於該國南部，由登博維察縣負責管轄，面積17平方公里，海拔高度193米，2007年人口3,204，人口密度每平方公里184人。